# Бакстер, Энн
Энн Бакстер (англ. Anne Baxter, 7 мая 1923[…], Мичиган-Сити, Индиана — 12 декабря 1985[…], Нью-Йорк, США) — американская актриса, звезда голливудских фильмов, бродвейских постановок и телесериалов. Она выиграла премию «Оскар» и «Золотой глобус», а также была номинирована на Прайм-таймовую премию «Эмми».
Бакстер обучалась актёрскому мастерству у Марии Успенской, и уже имела небольшой сценический опыт, прежде чем дебютировать в фильме «Упряжка из двадцати мулов» (1940). Она подписала контракт с киностудией «20th Century Fox», но была арендована «RKO Pictures» для роли в фильме Орсона Уэллса «Великолепные Эмберсоны» (1942), ставшим одним из первых значимых фильмов в её карьере. В 1947 году она выиграла премию «Оскар» за лучшую женскую роль второго плана в фильме «Остриё бритвы» (1946), за роль ветреной Софи Макдональд. В 1951 она была номинирована на премию «Оскар» за лучшую женскую роль в фильме «Всё о Еве» (1950). Она работала с несколькими из величайших режиссёров Голливуда, в том числе с Альфредом Хичкоком в фильме «Я исповедуюсь» (1953), с Фрицем Лангом в фильме «Синяя гардения» (1953) и с Сесилем Демиллем в фильме «Десять заповедей» (1956).

## Ранняя жизнь
Энн Бакстер родилась в Мичиган-Сити, Индиана в семье Кеннета Стюарта Бакстера (1893—1977), руководителя ликёроводочной компании «Seagram Company Ltd.», и Кэтрин Дороти (урожд. — Райт, 1894—1979), отцом которой был известный архитектор Фрэнк Ллойд Райт. В возрасте 5 лет Бакстер появилась в школьной постановке, через год её семья переехала в Нью-Йорк, где она продолжила участвовать в постановках. Она жила в округе Уэстчестер, Нью-Йорк, и посещала частную школу для девочек «Brearley». В возрасте 10 лет она увидела бродвейскую постановку, главную роль в которой играла Хелен Хейс, и была настолько впечатлена, что заявила семье о своём желании стать актрисой, и спустя три года появилась на Бродвее с постановкой «Видели, но не слышали». В течение всего этого периода она изучала актёрское ремесло, будучи студенткой знаменитого педагога Марии Успенской. В 1939 году она была представлена в роли младшей сестры Кэтрин Хэпбёрн в спектакле «Филадельфийская история», но Хэпбёрн не понравилась актёрская игра Бакстер, и её заменили во время предварительного показа бродвейской постановки. Но Бакстер не сдалась и отправилась в Голливуд.

## Карьера
В 16 лет Бакстер пробовалась на роль миссис де Винтер в фильме «Ребекка», но режиссёр Альфред Хичкок посчитал её слишком молодой, и роль была отдана Джоан Фонтейн. Но всё же упорство актрисы помогло ей пробиться в кинематограф, и вскоре она подписала контракт с «20th Century Fox», после чего снялась в фильме «Упряжка из двадцати мулов» (1940), а также была лично отобрана режиссёром Орсоном Уэллсом для роли Люси Морган в фильме «Великолепные Эмберсоны» (1942). В 1943 году она сыграла роль французской горничной в северо-африканском отеле (с убедительным французским акцентом) в фильме Билли Уайлдера «Пять гробниц по пути в Каир». В 1946 году Бастер снялась вместе с Тайроном Пауэром и Джин Тирни фильме «Остриё бритвы», за роль в котором она получила «Оскар» за лучшую женскую роль второго плана. Позже Бакстер рассказывала, что в фильме была одна замечательная сцена в больнице, где героиня Софи «теряет мужа, ребёнка и всё остальное», а также сказала, что она пережила смерть своего брата, который умер в возрасте трёх лет. Она также снялась в роли Майк в вестерне «Жёлтое небо» (1948), где также снимались Грегори Пек и Ричард Уидмарк.

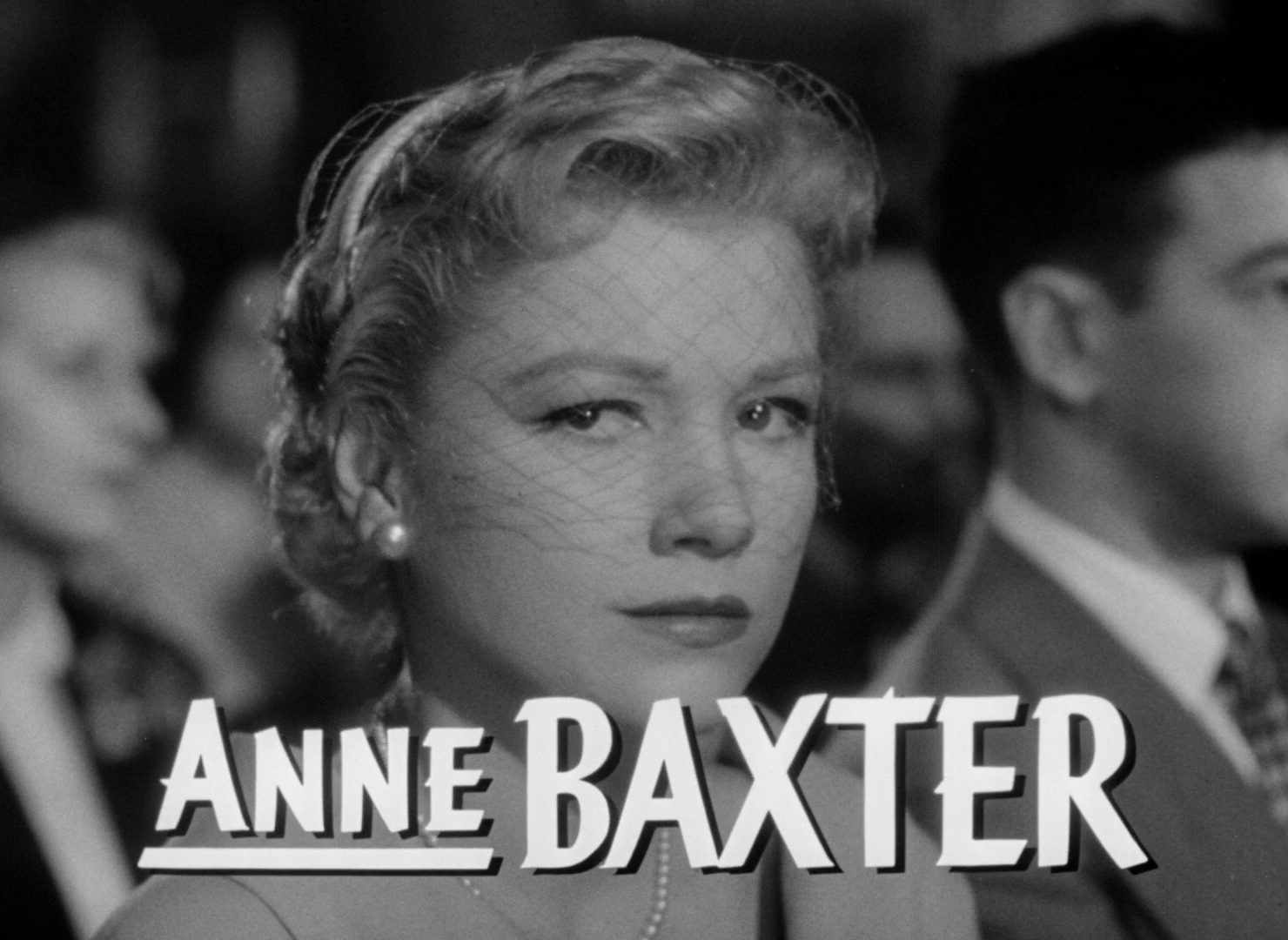
Бакстер в фильме «Я исповедуюсь» (1953)

В 1950 году она была утверждена на одну из главных ролей в фильме «Всё о Еве», в основном из-за сходства с Клодетт Кольбер, которая изначально была утверждена на главную роль, но в итоге была заменена на Бетт Дэвис. Первоначальная идея состояла в том, что героиня Бакстер постепенно стала отражением героини Кольбер. За главную роль в этом фильме Бакстер была номинирована на премию «Оскар» за лучшую женскую роль. Она говорила, что эту роль она смоделировала с роли сумасшедшей дублёрши, которую она играла в своей дебютной роли в бродвейской пьесе «Видели, но не слышали», в возрасте тринадцати лет, и которая грозила окончанием её карьеры. в 1950-е она продолжила выступать на сцене в театрах. А в 1953 году Бакстер заключила контракт на две картины c «Warner Bros.». Первой стала роль Рут Гранфор в фильме Альфреда Хичкока «Я исповедуюсь» (1953), где также снимался Монтгомери Клифт, второй картиной стал детективный роман «Синяя гардения», в котором она играла женщину, обвиняемую в убийстве.
В июне 1954 года Бакстер получила завидную роль египетской принцессы и королевы Нефертари, которая стала более яркой и запоминающейся ролью, нежели главная роль Моисея в исполнении Чарлтона Хестона, в фильме Сесила Демилля «Десять заповедей» (1956). Сцены с её участием снимались в павильонах студии «Paramount» в 1955 году. Она также присутствовала на премьере фильма в Нью-Йорке и Лос-Анджелесе в ноябре 1956 года. Несмотря на критику, в отношение её интерпретации Нефертари, Демилль и «The Hollywood Reporter» считали, что её актёрская игра была «очень хорошей», а «Daily News» назвала её «на удивление эффектной». Позже, в своём интервью, она вспоминала об этом фильме:
Демилль пригласил меня к себе. Его офис в «Paramount» ломился от книг, реквизита и рулонов белья. Я сказала ему, что мне придётся носить египетский накладной нос, но он стучал по столу. «Нет, Бакстер, ваш ирландский нос останется в этой картине.» Пока он демонстрировал мне мою роль, я лишь кивала, а потом меня утвердили на роль. Множество звуковых сцен были великолепны, и конечно, это всё было банально, но Демилль знал, что это банально - вот что он хотел, и что любил. Мне нравилась моя роль, это был, своего рода, немой фильм, но с диалогами.
В 1960 году Бакстер получила Звезду на Голливудской «Аллее славы» за свой вклад в развитие киноиндустрии, она находится на Голливудском бульваре, её номер — 6741.
Она регулярно работала на телевидении в 1960-х, участвовала в популярном воскресном ток-шоу «Какая у меня работа?», в рубрике «Таинственный гость», на канале «CBS». Она также была приглашена на роли в 9-й («Великая Зельда») и 10-й («Смерть хуже, чем судьба») серии сериала про «Бэтмена». В 10 эпизоде она сыграла роль злодейки Ольги, королевы казаков, вместе с Умником, вымышленным персонажем, которого играл Винсент Прайс, в третьем сезоне сериала. Она также сыграла большую любовь Рэймонда Бёрра в криминальной драме «Айронсайд» (1967).
В 1970 году Бакстер вернулась на Бродвей с музыкальной постановкой «Аплодисменты», театральной версией фильма «Всё о Еве». Но на этот раз роль Марго Ченнинг, которую в фильме играла Бетт Дейвис, исполнила Лорен Бэкол, которая впоследствии выиграла премию «Тони» за лучшую женскую роль в мюзикле.
В 1970-х Бакстер часто приглашали в качестве звёздного гостя в шоу «Шоу Майка Дугласа», так как Бакстер и звезда этого шоу Майк Дуглас были друзьями. Она также исполнила роль убийцы в сериале «Коломбо», в эпизоде «Реквием для падающей звезды». Она играла угасающую кинозвезду по имени Нора Чандлер, названную в знак уважения к угасающей звезде Марго Ченнинг (Бетт Дейвис), в фильме «Всё о Еве», где Бастер исполнила главную роль. В фильме «Парад дураков» она играла роль стареющей проститутки, которая помогала героям Джеймса Стюарта, Строзера Мартина и Курта Рассела убежать от злодея, роль которого сыграл Джордж Кеннеди, но факт предательства изменил всё не в лучшую сторону. В 1983 году Бакстер снялась в телесериале «Отель», заменив Бетт Дейвис после её болезни.

## Личная жизнь

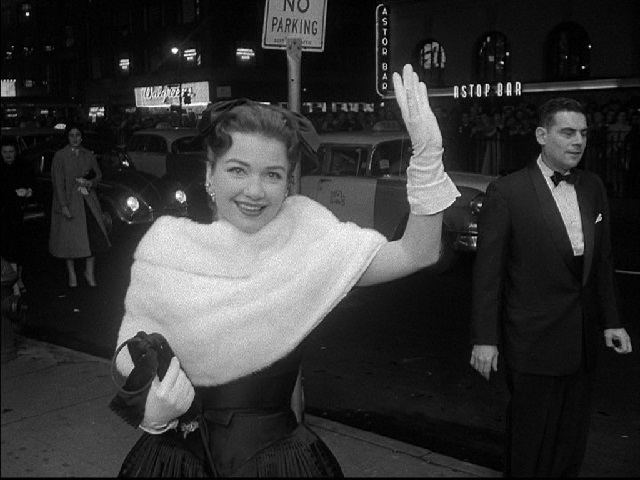
Энн Бакстер на премьере фильма «Десять заповедей» (1956), в Нью-Йорке

Энн Бакстер придерживалась республиканских взглядов и принимала активное участие в продвижении Томаса Дьюи и Дуайта Эйзенхауэра.
В 1946 году Бакстер вышла замуж за актёра Джона Ходяка, от которого в 1951 году родила дочь Кэтрин. Брак распался и в этом разводе она винила себя. Джон Ходяк умер через полтора года после этого.
В 1960 году Бакстер выходит замуж во второй раз, за Рэндольфа Галта, владельца скота на ранчо неподалёку от Сиднея, Австралия, где она снималась в фильме «Лето семнадцатой куклы» (1959). Вместе с Кэтрин она покинула Голливуд, чтобы жить вместе с ним на отдаленной ферме на 14973 гектара (37 000 акров), которую он купил в 290 км (180 милях) к северу от Сиднея по имени Джиро (произносится как Ге-ро). За это время у них родилось две дочери: Мелисса (1962) и Магинель (1963). После рождения Магинель, в Калифорнии, Галт, неожиданно заявил, что они переезжают на ранчо площадью 4452 гектара к югу от Грантс, Нью-Мексико. Затем они переехали на Гавайи (его родину), а потом основались в Брентвуде, Лос-Анджелес, Калифорния. Бакстер и Галт развелись в 1969 году. В 1976 году вышла написанная ею книга «Антракт», в которой она рассказала об ухаживаниях Галта (которого она называла Рэн), и о своей жизни в Джиро. Мелисса Галт стала дизайнером интерьеров, а также бизнес-тренером, оратором, семинаристом. А Магинель стала монахиней в Римско-католической церкви и жила в Риме.
В 1977 году Бакстер вышла замуж в третий раз за выдающегося брокера Дэвида Кли, но это был недолгий брак, через восемь месяцев Кли умер от болезни. Новобрачные приобрели большую недвижимость в Истоне, которую они перестраивали, однако Кли не дожил до окончания ремонтных работ. Несмотря на то, что Бакстер постоянно жила в Западном Голливуде, дом в Истоне она считала своим основным местом жительства. Бакстер была увлечена музыкой и активно занималась благотворительностью для «Connecticut Early Music Society».
Энн Бакстер была хорошим другом художнице по костюмам Эдит Хэд, с которой она познакомилась на съёмочной площадке фильма «Пять гробниц по пути в Каир» (1943). Хэд появилась с Бакстер в эпизодической роли в сериале «Коломбо», в эпизоде «Реквием для падающей звезды». После смерти Хэд в 1981 году её коллекция украшений по завещанию досталась Мелиссе Галт, которая была её крестницей.

## Смерть
4 декабря 1985 года у Бакстер произошёл разрыв аневризмы сосудов головного мозга во время её поездки на такси на Мэдисон-авеню в Нью-Йорке. Бакстер находилась на жизнеобеспечении в течение восьми дней в Нью-Йоркской больнице Ленокс-Хилл пока все члены семьи не убедились в полном прекращении работы всех функций её головного мозга. Энн Бакстер умерла 12 декабря в возрасте 62 лет. Она была похоронена в поместье Фрэнка Ллойда Райта на кладбище Ллойд Джонс, Спринг-Грин, в штате Висконсин.

## Награды и номинации
| Год  | Награда                      | Категория                                     | Фильм                                                | Итог      |
| ---- | ---------------------------- | --------------------------------------------- | ---------------------------------------------------- | --------- |
| 1947 | Золотой глобус               | Лучшая актриса второго плана — Кинофильм      | «Остриё бритвы»                                      | Победа    |
| 1947 | Оскар                        | Лучшая женская роль второго плана             | «Остриё бритвы»                                      | Победа    |
| 1951 | Оскар                        | Лучшая женская роль                           | «Всё о Еве»                                          | Номинация |
| 1969 | Прайм-таймовая премия «Эмми» | Лучшая женская роль в мини-сериале или фильме | «Наименование игры» (эпизод «История Бобби Карриер») | Номинация |

## Выступления на радио
| Год  | Программа                    | Эпизод                 |
| ---- | ---------------------------- | ---------------------- |
| 1945 | Старый театр Золотой комедии | «Ничего, кроме правды» |
| 1948 | Театр Люкс Радио             | «Ирландская удача»     |
| 1953 | Стальной час США             | «Поддельное испытание» |